# José da Gama Lobo Coelho d'Eça
José da Gama Lobo Coelho d'Eça (Olivença, 11 de abril de 1747 — Rio Grande, 15 de novembro de 1813), fidalgo da Casa Real, foi um militar e administrador colonial português. Chegou à patente de brigadeiro.
De origem portuguesa, nasceu no dia 11 de abril de 1747 na antiga freguesia da Santa Maria do Castelo, parte do então concelho de Olivença.e foi batizado na mesma freguesia no dia 24 de abril de 1747. 
Era filho do Coronel Fernando da Gama Lobo Coelho e de Ana Josefa de Melo d’Eça. 
Seu avô materno Dom Bernardo Sebastiao de Eça de Faria Henriques foi seu padrinho de batismo.
Casou-se na vila de Nossa Senhora do Desterro, atual cidade de Florianópolis com Maria Joaquina da Conceição Coimbra no dia 1 de dezembro de 1792.
Foi um dos membros do triunvirato que compôs a junta governativa catarinense de 1800, que governou a capitania de Santa Catarina de 18 de janeiro a 8 de dezembro de 1800.
Faleceu na cidade litorânea e portuária de Rio Grande, no Estado do Rio Grande do Sul em 15 de novembro de 1813, sendo sepultado no dia seguinte na Igreja matriz de São Pedro do Rio Grande.